# Toxotarsus rufipalpis
Toxotarsus rufipalpis är en tvåvingeart som beskrevs av Macquart 1851. Toxotarsus rufipalpis ingår i släktet Toxotarsus och familjen spyflugor. Inga underarter finns listade i Catalogue of Life.